# كالي كريست
كالي كريست هي متزلجة كندية، ولدت في 9 نوفمبر 1991 في ريجاينا في كندا.

## وصلات خارجية
- كالي كريست على موقع SpeedSkatingBase.eu (الإنجليزية)
- كالي كريست على موقع SpeedSkatingNews.info (الإنجليزية)
- كالي كريست على موقع SpeedSkatingStats.com (الإنجليزية)
- كالي كريست على موقع اللجنة الأولمبية الدولية (الإنجليزية)
- كالي كريست على موقع أوليمبيديا (الإنجليزية)
- كالي كريست على موقع اللجنة الأولمبية الكندية (الإنجليزية)